# Neosciadella quadripustulata
Neosciadella quadripustulata là một loài bọ cánh cứng trong họ Cerambycidae.